# Thomaz Koch
Thomaz Koch (* 11. Mai 1945 in Porto Alegre) ist ein ehemaliger brasilianischer Tennisspieler.

## Karriere
Koch spielte seit 1962 mit Amateurstatus Tennis auf internationaler Ebene. Von 1968 bis zu seinem Rücktritt war er als Tennisprofi aktiv. Er gewann in Einzel 14 Titel und im Doppel drei Turniere, wobei hier alle Titel aus seiner Amateur- und Profikarriere mitgezählt werden.
Einer seiner größten Erfolge ist der Sieg im Mixed-Bewerbes der French Open 1975, den er mit Fiorella Bonicelli (Uruguay) erringen konnte. Sie besiegten im Finale das Duo Pam Teeguarden und Jaime Fillol in zwei Sätzen mit 6:4 und 7:6.
Zwischen 1962 und 1981 bestritt er 44 Begegnungen für die brasilianische Davis-Cup-Mannschaft. Er hält die meisten Rekorde der Mannschaft, unter anderem für die meisten Einsätze und die meisten Siege.

## Erfolge in der Open Era
| Legende (Anzahl der Siege) |
| Grand Slam                 |
| Saisonendveranstaltung     |
| Sonstige Turniere (9)      |
| ATP Challenger Tour (6)    |

| ATP-Titel nach Belag |
| Hartplatz (4)        |
| Sand (3)             |
| Rasen (1)            |
| Teppich (1)          |

### Einzel

#### Turniersiege

##### ATP Tour
| Nr. | Datum            | Turnier      | Belag     | Finalgegner       | Ergebnis                |
| --- | ---------------- | ------------ | --------- | ----------------- | ----------------------- |
| 1.  | 24. Februar 1969 | Kingston     | Hartplatz | Milan Holeček     | 6:2, 6:3                |
| 2.  | 3. März 1969     | Caracas (1)  | Hartplatz | Mark Cox          | 8:6, 6:3, 2:6, 6:4      |
| 3.  | 7. April 1969    | Mexiko-Stadt | Sand      | Rafael Osuna      | 6:3, 6:4, 10:8          |
| 4.  | 7. Juli 1969     | Washington   | Sand      | Arthur Ashe       | 7:5, 9:7, 4:6, 2:6, 6:4 |
| 5.  | 15. März 1971    | Caracas (2)  | Hartplatz | Manuel Orantes    | 7:6, 6:1, 6:3           |
| 6.  | 5. Juni 1972     | Manchester   | Rasen     | Patrice Dominguez | 6:2, 5:7, 6:4           |

##### Challenger Tour
| Nr. | Datum           | Turnier       | Belag | Finalgegner    | Ergebnis           |
| --- | --------------- | ------------- | ----- | -------------- | ------------------ |
| 1.  | 13. August 1979 | São Paulo (1) | Sand  | Carlos Kirmayr | 6:4, 7:6           |
| 2.  | 25. August 1980 | Porto Alegre  | Sand  | Carlos Kirmayr | 6:7, 6:2, 7:6, 7:5 |
| 3.  | 1. März 1982    | São Paulo (2) | Sand  | Cássio Motta   | 7:6, 7:6           |

#### Finalteilnahmen
| Nr. | Datum            | Turnier    | Belag   | Finalgegner    | Ergebnis                |
| --- | ---------------- | ---------- | ------- | -------------- | ----------------------- |
| 1.  | 24. Februar 1969 | Richmond   | Teppich | Clark Graebner | 3:6, 12:10, 7:9         |
| 2.  | 21. April 1969   | Dallas     | Teppich | Stan Smith     | 3:6, 4:6                |
| 3.  | 2. März 1970     | Hampton    | Teppich | Stan Smith     | 3:6, 2:6, 5:7           |
| 4.  | 4. Februar 1971  | Washington | Teppich | Jaime Fillol   | 1:6, 6:3, 4:6, 7:6, 4:6 |
| 5.  | 8. März 1976     | Nürnberg   | Teppich | Frew McMillan  | 6:2, 3:6, 4:6           |

### Doppel

#### Turniersiege

##### ATP Tour
| Nr. | Datum         | Turnier  | Belag       | Doppelpartner         | Finalgegner                  | Ergebnis                |
| --- | ------------- | -------- | ----------- | --------------------- | ---------------------------- | ----------------------- |
| 1.  | 1. März 1971  | Macon    | Teppich (i) | Clark Graebner        | Željko Franulović Jan Kodeš  | 6:3, 7:6                |
| 2.  | 15. März 1971 | Caracas  | Hartplatz   | José Edison Mandarino | Gerald Battrick Peter Curtis | 6:4, 3:6, 6:7, 6:4, 7:6 |
| 3.  | 14. Juli 1975 | Istanbul | Sand        | Colin Dibley          | Colin Dowdeswell John Feaver | 6:2, 6:2, 6:2           |

##### Challenger Tour
| Nr. | Datum           | Turnier              | Belag     | Doppelpartner | Finalgegner                 | Ergebnis      |
| --- | --------------- | -------------------- | --------- | ------------- | --------------------------- | ------------- |
| 1.  | 19. Juli 1982   | Campos do Jordão (1) | Sand      | José Schmidt  | Givaldo Barbosa João Soares | 6:2, 6:7, 7:6 |
| 2.  | 23. August 1982 | São Paulo            | Teppich   | José Schmidt  | Júlio Góes Ney Keller       | 6:4, 7:6      |
| 3.  | 25. Juli 1983   | Campos do Jordão (2) | Hartplatz | José Schmidt  | Júlio Góes Ney Keller       | 7:6, 6:2      |

#### Finalteilnahmen
| Nr. | Datum             | Turnier      | Belag       | Doppelpartner         | Finalgegner                         | Ergebnis                |
| --- | ----------------- | ------------ | ----------- | --------------------- | ----------------------------------- | ----------------------- |
| 1.  | 17. Juni 1968     | Barcelona    | Sand        | Ove Bengtson          | Carlos Fernandes Patricio Rodríguez | 2:6, 6:3, 6:3, 1:6, 4:6 |
| 2.  | 16. Juni 1969     | Queen’s Club | Rasen       | José Edison Mandarino | Owen Davidson Dennis Ralston        | 6:8, 3:6                |
| 3.  | 14. Februar 1971  | Salisbury    | Teppich     | Clark Graebner        | Juan Gisbert Manuel Orantes         | 3:6, 6:4, 6:7           |
| 4.  | 2. März 1971      | Hampton      | Teppich (i) | Clark Graebner        | Ilie Năstase Ion Țiriac             | 4:6, 6:4, 5:7           |
| 5.  | 12. März 1972     | Washington   | Teppich (i) | Clark Graebner        | Tom Edlefsen Cliff Richey           | 4:6, 3:6                |
| 6.  | 8. Juli 1974      | Gstaad       | Sand        | Roy Emerson           | José Higueras Manuel Orantes        | 5:7, 6:0, 1:6, 8:9      |
| 7.  | 22. November 1982 | Itaparica    | Teppich     | José Schmidt          | Givaldo Barbosa João Soares         | 6:7, 1:2 aufgg.         |

### Mixed

#### Turniersiege
| Nr. | Datum         | Turnier     | Belag | Doppelpartnerin    | Finalgegner                 | Ergebnis |
| --- | ------------- | ----------- | ----- | ------------------ | --------------------------- | -------- |
| 1.  | 15. Juni 1975 | French Open | Sand  | Fiorella Bonicelli | Pam Teeguarden Jaime Fillol | 6:4, 7:6 |